# Kościół św. Doroty i św. Tekli w Krasocinie
Kościół parafialny pw. św. Doroty i św. Tekli w Krasocinie - kościół budowany w latach 1853-1856. Pod względem architektonicznym jest to przykład bardzo opóźnionego i uproszczonego klasycyzmu.